# Меластиця
Меластиця (Melastiza) — рід грибів родини Pyronemataceae. Назва вперше опублікована 1885 року.

## Поширення та середовище існування
В Україні зростає меластиця воскова (Melastiza chateri).

## Гелерея

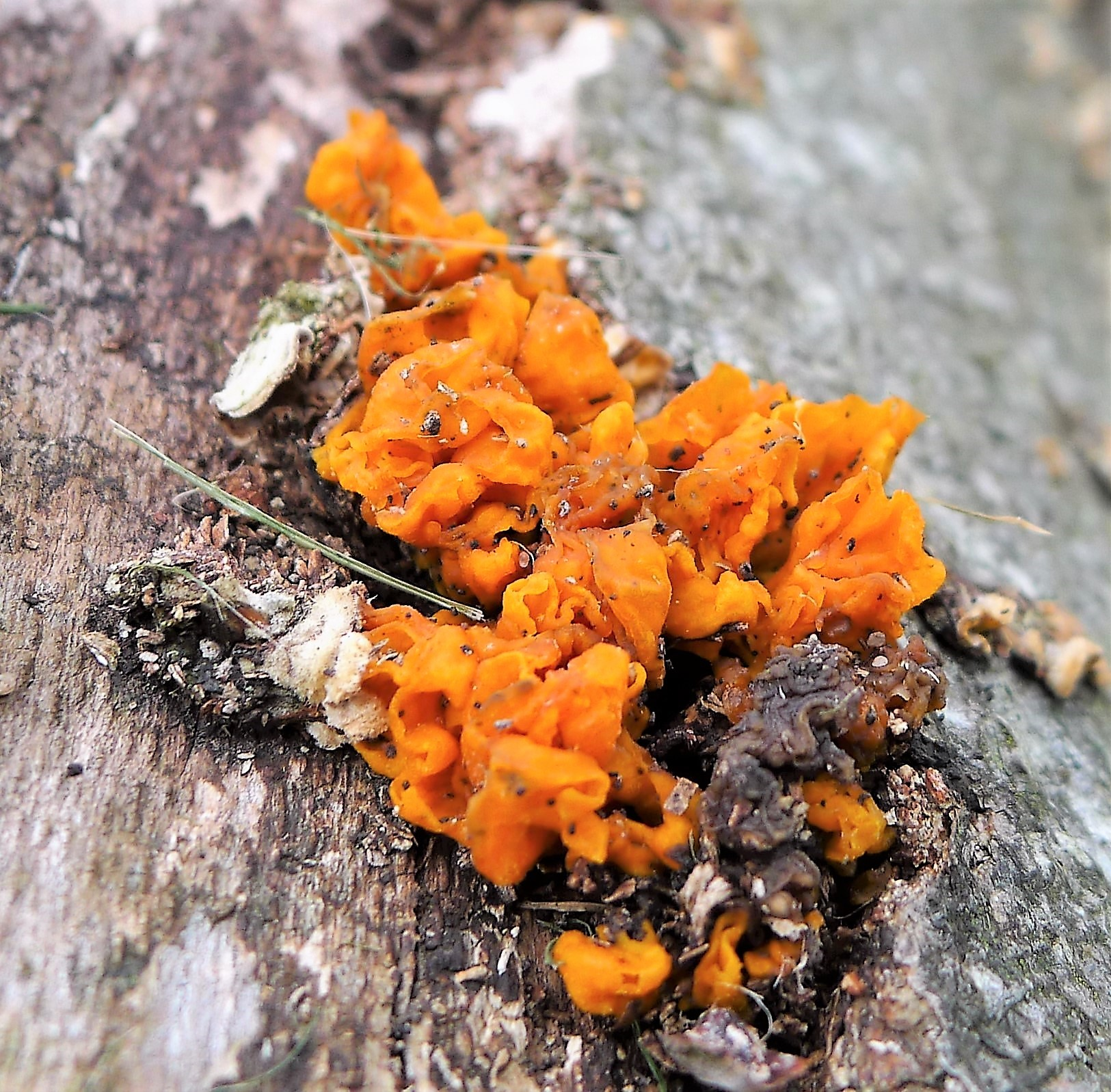
Melastiza chateri